# Норт-Килинг
Норт-Килинг (англ. North Keeling) — необитаемый коралловый атолл в составе Кокосовых (Килинг) островов.

## География
Остров находится в 25 км севернее острова Хорсберг южной группы Кокосовых островов. Площадь острова — около 1,2 км², лагуны — около 0,5 км². Наибольшая высота над уровнем моря — 1 м. Атолл практически полностью закрывает лагуну от океана. Атолл, лагуна и зона океана в 1,5 км входят в состав национального парка Пулу-Килинг.
На острове обитает эндемичный подвид Gallirallus philippensis andrewsi, а также множество морских птиц. Из флоры распространены кокосовые пальмы. Морская жизнь у острова также разнообразна.

## Население
Остров необитаем. После организации национального парка для посещения острова требуется разрешение.